# 不動産カウンセラー
不動産カウンセラー（ふどうさんカウンセラー）とは、不動産関連の諸問題に対応し、依頼者からの問いに助言、指導及び適切な判断を行うカウンセリング能力を有することを証明する資格である。

## 概要
1989年11月に不動産鑑定士のみの任意団体として日本不動産カウンセラー会が創設。2006年4月3日にNPO法人日本不動産カウンセラー協会として新たに発足し、法務・会計・金融・建築等の他分野の有資格者にも参加の門戸を開いた。

## 認定条件
1. 以下の資格者であること
弁護士、公認会計士、不動産鑑定士、技術士、税理士、一級建築士、司法書士、行政書士、土地家屋調査士、社会保険労務士、中小企業診断士、弁理士、マンション管理士
2. 不動産カウンセラー資格認定規程第6条（受講資格要件）に記載の下記の条件を満たす者
  1. 資格認定会員2名の推薦がある者
  2. 上記に掲げた資格者については、各々の専門資格登録後5年を  経過し、不動産カウンセリング業務等に関し3年以上の経験を有する者

## 会員数
1997年で800名を数える。